# Juliana Paes
Juliana Couto Paes (née le 26 mars 1979) est une actrice et mannequin brésilienne. Dans ce pays, elle est connue pour sa participation dans des telenovelas et comme mannequin. Elle a joué le rôle d'Ulla dans une version brésilienne de la comédie musicale The Producers.

## Biographie
Née à Rio Bonito, dans l'État de Rio de Janeiro, au Brésil, Juliana Paes est d'origine arabe, africaine et amérindienne. Elle est l'aînée de trois frères et sœurs : Mariana, Rosana et Carlos Henrique Jr. Elle fait des études à l'université où elle décroche un diplôme.
Elle est connue dans son pays pour ses interprétations dans des telenovelas de la chaîne de télévision Rede Globo de Televisão mais aussi des publicités comme celles des marques Colorama, Hope. Elle a remplacé le top-modèle Gisele Bündchen en tant qu'égérie de la marque de bijouterie Vivara.
Grâce à sa beauté, elle a fait la une du magazine Playboy en mai 2004. En 2006, elle est classée parmi les 100 femmes les plus sexy du monde par People (magazine). Après cette reconnaissance internationale, elle engage un agent, montrant ainsi son intérêt à commencer une carrière d'actrice aux États-Unis.
Le 9 septembre 2008, elle épouse l'homme d'affaires Carlos Eduardo Baptista. Elle est mère de deux garçons : Pedro (né le 16 décembre 2010) et Antonio (né le 21 juillet 2013).

## Filmographie

### Télévision

#### Telenovelas
- 2000/01 - Laços de Família- Ritinha
- 2001/02 - Le Clone- Karla
- 2003/04 - Celebridade- Joy Jaqueline
- 2005 - América- Creusa
- 2006/07 - Pé na Jaca- Guinevere "Gui" Ataliba dos Santos
- 2008 - A Favorita- Maíra Carvalho
- 2008 - Duas Caras- Elle-meme
- 2009 - India, A Love Story- Maya Meetha
- 2011 - O Astro- Nina
- 2012 - Gabriela- Gabriela
- 2015- Totalmente Demais - Carolina Castilho
- 2017 - A Força do Querer - Fabiana
- 2019 - A Dona do Pedaço - Maria da Pães

#### Séries télévisées
- 1998 - Malhação
- 2001 - Brava Gente- Rosinha
- 2002 - Sítio do Pica-Pau Amarelo- Jurema
- 2003 - Os Normais- Marialva
- 2005 - Levando une Vida- Grace
- 2007 - Toma la DA Ca- Suellen
- 2007 - Dicas de um Sedutor- Vera Lúcia

#### Mini-séries
- 2003 - A Casa das Sete Mulheres- Teiniaguá
- 2012 - As Brasileiras  - Janaina

### Cinéma
- 2005 - Maïs uma vez Amor - Lia
- 2006 - Seus problemas acabaram - invité spécial
- 2007 - A Casa da Mãe Joana - Dolores Sol
- 2008 - Kung Fu Panda - Tigresse (Master brésilienne doublage)
- 2010 -  Bed & Breakfast
- 2013 - A Casa da Mãe Joana 2  - Dolores Sol
- 2021 - Un amour sans commune mesure (Amor sem medida)